# Byrhtnoth
Byrhtnoth ou Brithnoth est un noble anglais de la fin du Xe siècle. Il est ealdorman d'Essex de 956 à sa mort, le 10 ou le 11 août 991, lors de la bataille de Maldon. Il figure ainsi de manière prépondérante dans La Bataille de Maldon, poème en vieil anglais qui relate cet affrontement.

## Biographie
Byrhtnoth est le fils d'un certain Byrhthelm. Il est possible qu'il soit apparenté à Byrhtferth, son prédécesseur comme ealdorman d'Essex, mais ce lien n'est pas établi avec certitude. Il se marie avant 951 avec Ælfflæd, fille de l'ealdorman Ælfgar et sœur d'Æthelflæd de Damerham, la deuxième femme du roi Edmond. Des sources postérieures à la conquête normande de l'Angleterre lui attribuent une fille nommée Leofflæd, qui n'est pas la fille d'Ælfflæd.
Byrhtnoth est nommé ealdorman d'Essex en 956. Il est alors un propriétaire terrien d'importance, dont les vastes domaines sont répartis dans une dizaine de comtés différents, au premier rang desquels l'Essex, le Suffolk et le Cambridgeshire. Sous le règne d'Edgar, il apporte son soutien au mouvement de réforme monastique et continue à le défendre face à la réaction anti-monastique qui se développe après la mort d'Edgar, en 975. Il fait preuve d'une grande générosité vis-à-vis de plusieurs établissements religieux, notamment l'abbaye d'Ely où il est par la suite inhumé.
En 991, une flotte danoise met à sac la ville d'Ipswich, puis longe la côte vers le sud. À la tête du fyrd de l'Essex et des hommes de sa propre maisonnée, Byrhtnoth intercepte les pillards près de Maldon. La bataille de Maldon se solde par une défaite anglaise et la mort de Byrhtnoth. D'après le poème La Bataille de Maldon, il aurait fait preuve d'une fierté excessive en cédant suffisamment de terrain aux Vikings pour qu'une bataille rangée puisse s'engager entre les Anglais et eux. Après sa mort, plusieurs Anglais prennent la fuite, mais d'autres combattent autour de son corps jusqu'à la mort.
Byrhtnoth mesurait selon l'étude de son squelette un peu plus de 1,8 m.

## Postérité
- Le poème La Bataille de Maldon, vraisemblablement écrit peu après la bataille, célèbre la mort héroïque de Byrhtnoth et de ses compagnons.
- Une statue de Byrhtnoth réalisée par le sculpteur britannique John Doubleday a été inaugurée à Maldon en 2006[2].